# Azon országok listája, ahol a francia hivatalos nyelv
A francia nyelv 28 országban és négy nem szuverén közigazgatási területen hivatalos. Egyes területi egységekben egyedül rendelkezik ezzel a státusszal, másokban más nyelvvel vagy nyelvekkel együtt.

A francia nyelv hivatalos státusza a világban
a francia anyanyelv
a francia hivatalos nyelv
a francia második nyelv
a francia kisebbségi nyelv

## Országok
| Sorszám | Ország                          | Kontinens     | Népesség    |
| #       | –                               | Világ         | 335 000 000 |
| ------- | ------------------------------- | ------------- | ----------- |
| 1.      | Franciaország                   | Európa        | 63 213 894  |
| 2.      | Kongói Demokratikus Köztársaság | Afrika        | 60 764 490  |
| 3.      | Kanada                          | Észak-Amerika | 33 199 000  |
| 4.      | Madagaszkár                     | Afrika        | 18 040 341  |
| 5.      | Elefántcsontpart                | Afrika        | 17 298 040  |
| 6.      | Kamerun                         | Afrika        | 16 322 000  |
| 7.      | Burkina Faso                    | Afrika        | 13 491 736  |
| 8.      | Niger                           | Afrika        | 12 162 856  |
| 9.      | Szenegál                        | Afrika        | 11 706 498  |
| 10.     | Belgium                         | Európa        | 10 364 388  |
| 11.     | Csád                            | Afrika        | 9 657 069   |
| 12.     | Guinea                          | Afrika        | 9 452 670   |
| 13.     | Ruanda                          | Afrika        | 8 440 820   |
| 14.     | Haiti                           | Közép-Amerika | 8 121 622   |
| 15.     | Burundi                         | Afrika        | 7 795 426   |
| 16.     | Benin                           | Afrika        | 7 649 360   |
| 17.     | Svájc                           | Európa        | 7 489 370   |
| 18.     | Togo                            | Afrika        | 5 153 088   |
| 19.     | Közép-afrikai Köztársaság       | Afrika        | 4 237 703   |
| 20.     | Kongói Köztársaság              | Afrika        | 3 602 269   |
| 21.     | Gabon                           | Afrika        | 1 394 307   |
| 22.     | Comore-szigetek                 | Afrika        | 671 247     |
| 23.     | Egyenlítői-Guinea               | Afrika        | 529 034     |
| 24.     | Dzsibuti                        | Afrika        | 476 703     |
| 25.     | Luxemburg                       | Európa        | 468 571     |
| 26.     | Vanuatu                         | Óceánia       | 205 754     |
| 27.     | Seychelle-szigetek              | Afrika        | 81 188      |
| 28.     | Monaco                          | Európa        | 32 409      |

## Területek
A francia tengerentúli megyék (Guadeloupe, Francia Guyana, Martinique és Réunion) és egyéb státuszú területeken kívül (Francia Polinézia, Új-Kaledónia, Mayotte, Saint-Martin, Wallis és Futuna, Saint-Barthélemy, Saint-Pierre és Miquelon) a következő területek hivatalos nyelve a francia:
| Sorszám | Terület       | Ország             | Kontinens | Népesség |
| ------- | ------------- | ------------------ | --------- | -------- |
| 1.      | Guernsey      | Egyesült Királyság | Európa    | 65 228   |
| 2.      | Jersey        | Egyesült Királyság | Európa    | 90 812   |
| 3.      | Puduccseri    | India              | Ázsia     | 973 829  |
| 4.      | Valle d’Aosta | Olaszország        | Európa    | 123 978  |